# Рид, Джейден
Джейден Рид (англ. Jayden Reid; род. 30 августа 2001, Элмонт, Нью-Йорк) — американский футболист, защитник клуба «Сент-Луис Сити».

## Клубная карьера
Рид — воспитанник академии Джигс и «Нью-Йорк Ред Буллз». Выступал за студенческую команду Коннектикутского университета. 27 марта 2023 года в матче «Коламбус Крю 2» Джейден дебютировал в MLS Next Pro. 18 мая 2023 года в матче против «Торонто» он дебютировал в МЛС.